# Torquato Taramelli

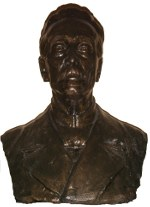
Busto en bronce en el instituto científico Torquato Taramelli en Pavía.

Torquato Taramelli (Bérgamo, 15 de octubre de 1845 - Pavía , 31 de marzo de 1922) fue un geólogo, académico y rector italiano.

## Biografía
Después de completar sus cuatro años de estudios universitarios en el Collegio Ghislieri de Pavía, obtuvo una licenciatura en Ciencias Naturales en Palermo, y más tarde se convirtió en asistente del geólogo Antonio Stoppani en el Politécnico de Milán. Después de participar en la Tercera Guerra de la Independencia Italiana, se convirtió en profesor de Historia Natural en el Instituto Técnico de Udine y dedicó sus estudios al territorio de Friuli. Fue presidente de la Sociedad Alpina Friulana, sede del Club Alpino Italiano en Udine.
En 1874 se convirtió en profesor en la Universidad de Génova, al año siguiente se transfirió a la Universidad de Pavía, como profesor extraordinario de Mineralogía y Geología (ordinario desde 1878). En los años siguientes también enseñó Paleontología y Geología Aplicada y Materiales de Construcción durante el primer año de la Escuela de Aplicación para Ingenieros. Fue rector de la Universidad de Pavía entre 1888 y 1891. El Liceo Científico Taramelli (ISS Taramelli – Foscolo), ubicado en el centro histórico de la ciudad, toma su nombre. Fundó el Instituto Geológico Italiano, fue miembro fundador de la Sociedad Sismológica Italiana, miembro de la Comisión Geodinámica Real y, desde 1887, participó en la junta directiva de la Oficina Central de Meteorología y Geodinámica en el Ministerio de Agricultura, donde organizó una red de observatorios geodinámicos.
Durante el II Congreso Internacional de Geología en Bolonia en 1881, ocasión en la que se reunió la mayor parte de los especialistas en disciplinas geológicas, surgió la idea de crear la Sociedad Geológica Italiana. Entre los promotores se encontraban Giovanni Capellini (primer presidente), Giuseppe Meneghini, Quintino Sella, Dante Pantanelli, Felice Giordano y Taramelli, entre otros.
En su honor, uno de los refugios de la Società degli alpinisti Tridentini lleva su nombre (Rifugio Monzoni Torquato Taramelli). Inaugurado en 1904 desde el inicio sirvió más a los geólogos que a los alpinistas e incluso fue utilizado como hospital de campaña durante la Primera Guerra Mundial. Ubicado en el Valle dei Monzoni, un lado del Val di Fassa en Trentino, es administrado por SUSAT (Sección Universitaria de la Sociedad de Alpinistas Tridentinos).

## Contribuciones en geología
Entre sus obras más importantes se encuentran el aporte para el mapa geológico de Italia con su Atlante geologico delle Alpi Orientali (Atlas Geológico de los Alpes orientales), por el cual recibió una medalla de plata en la Exposición Universal de París (1878) y sus estudios en sismología, dedicados a los campos macrosísmicos de algunos eventos telúricos importantes. Desde finales del siglo XIX hasta su muerte, realizó una importante contribución a los principales proyectos de ingeniería civil y desarrollo agrícola. El grupo de geólogos al que pertenecía dio origen a la llamada "nueva geología", que llevó a la geología italiana a los niveles  del resto de Europa. El mineral taramellita toma su nombre.
Su hijo, el arqueólogo Antonio Taramelli (1868–1939), es conocido por la investigación arqueológica llevada a cabo en Cerdeña, entre finales del siglo XIX y principios del siglo XX.

## Publicaciones
Algunas de sus publicaciones:
- Come si è formato il mare Adriatico. OCLC 889553598
- Dei terreni morenici ed alluvionali del Friuli: monografia geologica. OCLC 876655653
- Note geologiche sul bacino idrogeafico del fiume Ticino. Roma Tipogr. della R. Academia dei Lincei, 1855. OCLC 254288202
- Sopra alcuni echinidi cretacei e terziarii del Friuli. Venezia, 1869 OCLC 876655211
- Osservazioni stratigrafiche sulle Valli del Degano e della Vinadia in Carnia. Udine: Tip. G. Seitz, 1869. OCLC 876655230
- Osservazioni stratigrafiche sulle Valli del But e del Chiarso in Carnia. Udine: Tip. di G. Seitz, 1870 OCLC 876116407
- Descrizione geognostica del Margraviato d'Istria. Milano: Tipografia Editrice Scientifica, Letteraria ed artistica, 1878.
- Monografia stratigrafica e paleontologica del Lias nelle provincie venete. Tip. di G. Antonelli, 1880.
- L'acqvedotto pvgliese, le frane ed i terremoti en colaboración con Mario Baratta. Tip. Riva e Zolla, 1905.

Mapas

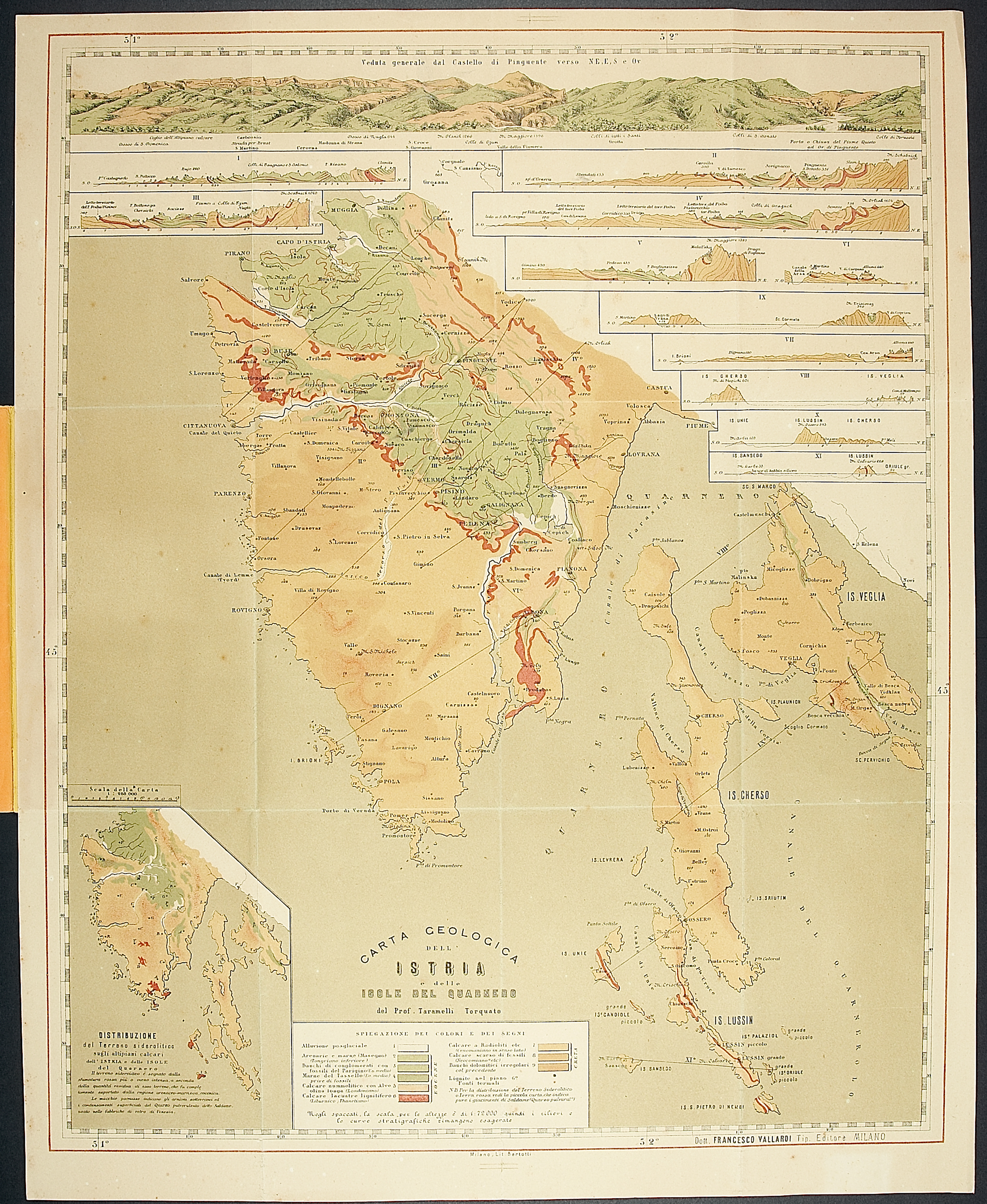
Carta geologica dell'Istria e delle isole del quarnero (Mapa geológico de Istria y de las islas del golfo de Carnaro)

- Carta geologica dell'Istria e delle isole del quarnero: [annessa alla descrizione geognostica del Margraviato d'Istria]. Milano: Francesco Vallardi, 1878. OCLC 605454257
- Carta geologica del friuli. Udine, 1881. OCLC 941903448
- Carta geologica della provincia di Belluno 1:172 800. Torino: Lit. Doyen, 1881. OCLC 637820782
- Carta geologica della Lombardia 1:250000. Milano: Gualassini e Bertarelli, 1890. OCLC 605262027
- Carta geologica della regione dei tre laghi. Milano: Ditta Editrice Artaria di Ferd. Sacchi e Figli, (Stab. A. Bertarelli & C.), 1903. OCLC 1047909370
- Carta geologica delle localita circostanti al Passo del Lagastrello secondo le osservazioni. Firenze: Tip. di M. Ricci, 1915. OCLC 494222047
- Probabili figurazioni dell Adriatico durante il pliocene e il quaternario. Novara: Istituto geografico de Agostini, 1917. OCLC 495101921